# Shawbirch
Shawbirch – dzielnica miasta Telford, w Anglii, w Shropshire, w dystrykcie (unitary authority) Telford and Wrekin. W 2011 roku dzielnica liczyła 3239 mieszkańców.